# Gond-Pontouvre
Gond-Pontouvre és un municipi francès situat al departament del Charente i a la regió de la Nova Aquitània. L'any 2007 tenia 6.044 habitants.

## Demografia

### Població
El 2007 la població de fet de Gond-Pontouvre era de 6.044 persones. Hi havia 2.617 famílies de les quals 893 eren unipersonals (350 homes vivint sols i 543 dones vivint soles), 871 parelles sense fills, 623 parelles amb fills i 230 famílies monoparentals amb fills.
La població ha evolucionat segons el següent gràfic:
Habitants censats

### Habitatges
El 2007 hi havia 2.989 habitatges, 2.700 eren l'habitatge principal de la família, 27 eren segones residències i 261 estaven desocupats. 2.478 eren cases i 485 eren apartaments. Dels 2.700 habitatges principals, 1.624 estaven ocupats pels seus propietaris, 1.029 estaven llogats i ocupats pels llogaters i 46 estaven cedits a títol gratuït; 45 tenien una cambra, 210 en tenien dues, 545 en tenien tres, 892 en tenien quatre i 1.008 en tenien cinc o més. 1.917 habitatges disposaven pel capbaix d'una plaça de pàrquing. A 1.381 habitatges hi havia un automòbil i a 971 n'hi havia dos o més.

### Piràmide de població
La piràmide de població per edats i sexe el 2009 era:
| Homes | Edats   | Dones |
| ----- | ------- | ----- |
| 4     | 95 o +  | 32    |
| 16    | 90 a 94 | 52    |
| 32    | 85 a 89 | 92    |
| 48    | 80 a 84 | 68    |
| 76    | 75 a 79 | 180   |
| 144   | 70 a 74 | 160   |
| 148   | 65 a 69 | 180   |
| 172   | 60 a 64 | 160   |
| 120   | 55 a 59 | 128   |
| 216   | 50 a 54 | 232   |
| 216   | 45 a 49 | 260   |
| 208   | 40 a 44 | 220   |
| 204   | 35 a 39 | 220   |
| 200   | 30 a 34 | 192   |
| 216   | 25 a 29 | 208   |
| 121   | 20 a 24 | 148   |
| 256   | 15 a 19 | 176   |
| 184   | 10 a 14 | 164   |
| 148   | 5 a 9   | 168   |
| 144   | 0 a 4   | 124   |

## Economia
El 2007 la població en edat de treballar era de 3.756 persones, 2.782 eren actives i 974 eren inactives. De les 2.782 persones actives 2.443 estaven ocupades (1.280 homes i 1.163 dones) i 338 estaven aturades (154 homes i 184 dones). De les 974 persones inactives 363 estaven jubilades, 288 estaven estudiant i 323 estaven classificades com a «altres inactius».

### Ingressos
El 2009 a Gond-Pontouvre hi havia 2.648 unitats fiscals que integraven 5.681 persones, la mediana anual d'ingressos fiscals per persona era de 17.685 €.

### Activitats econòmiques
Dels 369 establiments que hi havia el 2007, 5 eren d'empreses extractives, 5 d'empreses alimentàries, 8 d'empreses de fabricació de material elèctric, 20 d'empreses de fabricació d'altres productes industrials, 42 d'empreses de construcció, 131 d'empreses de comerç i reparació d'automòbils, 17 d'empreses de transport, 17 d'empreses d'hostatgeria i restauració, 7 d'empreses d'informació i comunicació, 20 d'empreses financeres, 11 d'empreses immobiliàries, 45 d'empreses de serveis, 24 d'entitats de l'administració pública i 17 d'empreses classificades com a «altres activitats de serveis».
Dels 90 establiments de servei als particulars que hi havia el 2009, 1 era una oficina d'administració d'Hisenda pública, 1 oficina de correu, 5 oficines bancàries, 20 tallers de reparació d'automòbils i de material agrícola, 1 taller d'inspecció tècnica de vehicles, 1 autoescola, 9 paletes, 6 guixaires pintors, 7 fusteries, 8 lampisteries, 3 electricistes, 5 empreses de construcció, 7 perruqueries, 1 veterinari, 9 restaurants, 4 agències immobiliàries i 2 tintoreries.
Dels 25 establiments comercials que hi havia el 2009, 1 era un supermercat, 2 botiges de menys de 120 m², 4 fleques, 2 carnisseries, 1 una botiga de congelats, 1 una llibreria, 2 botigues de roba, 1 una sabateria, 5 botigues de mobles, 1 una botiga de material de revestiment de parets i terra i 5 floristeries.
L'any 2000 a Gond-Pontouvre hi havia 3 explotacions agrícoles.

## Equipaments sanitaris i escolars
El 2009 hi havia 4 farmàcies i 1 ambulància.
El 2009 hi havia 3 escoles maternals i 3 escoles elementals. Gond-Pontouvre disposava d'un col·legi d'educació secundària amb 513 alumnes.

## Poblacions properes
El següent diagrama mostra les poblacions més properes.